# 矢島正雄
矢島 正雄（やじま まさお、1950年2月15日 - ）は、日本の脚本家、漫画原作者。

## 経歴
神奈川県出身。東洋大学卒。1976年、第1回創作テレビドラマ大賞に「回送車」で佳作入選。以後多くのドラマ脚本や漫画原作を手がける。2009年11月24日に自身のシナリオスクール「矢島正雄脚本塾」が開講した。

## 作品

### ドラマ脚本
※がついているものは、もとになった漫画の原作も担当。
- 名もなく貧しく美しく（1980年、日本テレビ）
- 愛をひとつまみ（1981年、TBS）
- 鬼峠（1984年、札幌テレビ）
- 許せない結婚（1984年、TBS）
- 幕末青春グラフィティ 福沢諭吉（1985年、TBS）
- 特捜最前線（1985年、テレビ朝日）
- 痛快!OL通り（1986年、TBS）
- ベスト・フレンド「人間交差点」より  (1987年、TBS)  ※
- 教師びんびん物語（1988年ほか、フジテレビ）
- ママの色鉛筆（1988年、TBS）
- 疑惑の家族（1988年、TBS）
- あなたが欲しい- I WANT YOU -（1989年、フジテレビ）
- 雪国（1989年、テレビ朝日）
- この胸のときめきを（1989年、フジテレビ）
- いけない女子高物語（1990年、日本テレビ）
- 凛凛と（1990年、NHK）
- なんだらまんだら（1991年、フジテレビ）
- 伊豆の踊子（1992年、TBS）
- 逃亡者（1992年、フジテレビ）
- 愛してるよ!（1993年、テレビ朝日）
- 土曜ドラマ 五右衛門（1993年、NHK総合）
- くろしおの恋人たち（1994年、NHK）
- ひと夏のラブレター（1995年、TBS）
- 愛とは決して後悔しないこと（1996年、TBS）
- 最高の食卓（1997年、テレビ朝日）
- 少年たち（1998年・2000年・2001年、NHK）
- ベストフレンド（1999年、テレビ朝日）
- 三億円事件〜20世紀最後の謎〜（2000年、フジテレビ）
- ビッグウイング（2001年、TBS）※
- 松本清張没後10年記念 張込み（2002年、テレビ朝日）
- アフリカの蹄（2002年、NHK-BShi）
- 愛の家〜泣き虫サトと7人の子〜（2003年、NHK）
- 新幹線をつくった男たち（2004年、テレビ東京）
- 積木くずし真相 〜あの家族、その後の悲劇〜（2005年、TBS）
- 零のかなたへ〜THE WINDS OF GOD〜（2005年、朝日放送）
- どんまい!（2005年、NHK）※
- PS-羅生門-警視庁東都署（2006年、テレビ朝日）※
- 新・人間交差点（2006年、NHK大阪）※
- ザ・ヒットパレード〜芸能界を変えた男・渡辺晋物語〜（2006年、フジテレビ）
- 手の上のシャボン玉（2006年、日本テレビ）
- 病院のチカラ〜星空ホスピタル〜（2007年、NHK）
- 監査法人（2008年、NHK名古屋）
- 戦力外通告（2009年、WOWOW）
- 少年時代（2009年、東海テレビ）
- やまない雨はない（2010年、テレビ朝日）
- 外科医 須磨久善（2010年、テレビ朝日）
- 境遇（2011年、朝日放送）

### 漫画原作
- 人間交差点 HUMAN SCRAMBLE - 作画：弘兼憲史、『ビッグコミックオリジナル』（1980年 - 1990年）
- 夢化粧 作画:上村一夫 『プレイコミック』(1984年-1985年)
- 新宿ララバイ　作画:浦沢直樹（1985年)
- リュウ - 作画：尾瀬あきら、『週刊少年サンデー』（1986年 - 1988年）
- ビッグウイング-東京国際空港物語 - 作画：引野真二、『ビッグコミック』（1999年 - 2005年）
- どんまい! - 作画：若狭たけし、『スーパージャンプ』（2001年 - 2006年）
- PS -羅生門- - 作画：中山昌亮、『ビッグコミックオリジナル』（2002年 - 2005年）
- SORA! -フライトアテンダント物語- - 作画：引野真二、『ビッグコミック』（2005年 - 2007年）
- NEWSMAN - 作画：ふんわり、『スーパージャンプ』（2006年 - 不明）
- クルーズ -医師山田公平航海誌- - 作画：菊田洋之、『ビッグコミック』（2008年）→『ビッグコミック増刊』（2009年）
- ラキア - 作画：Boichi、『モーニング』（2008年 - 2010年）
- シャッター - 作画：はやせ淳、『漫画アクション』
- 東京爆弾 - 作画：はやせ淳、『漫画アクション』
- 東京爆弾2 リボリューション - 作画：はやせ淳、『漫画アクション』
- 平成馬鹿人名録 - 作画：はやせ淳
- いやな奴 - 作画：はやせ淳
- メメント･モリ - 作画：はやせ淳
- エンジェル･デイズ　YEN-GEL DAYS - 作画：大古田裕
- 見ないでシゲル君 - 作画：一丸 （1989年）